# Clochette
Clochette（日語：クロシェット）社位於東京都台東區淺草，為日本公司ブランエール（BLANC AILE）旗下的成人遊戲品牌。自2007年開始活躍，開發浪漫喜劇性質的校園風格的遊戲。
在法國“鐘，小鐘”和Clochette是一個詞，意思是（鈴、小鐘），在法國（Blanc Aile）的意思是“白色的翅膀”。
至目前為止，該社的作品標題之末尾皆為驚嘆號「！」作結，並皆邀請櫻川未央與牧泉美擔任聲優一職。

## 歷史
- 2008年3月28日Clochette社的第一部作品「かみぱに!」發表[1]，此作獲得「美少女遊戲賞2008」角色設計獎（優秀獎），新品牌獎（優秀獎）。[2]
- 2009年1月30日第二部作品「スズノネセブン!」發表。[3]
- 2009年間「かみぱに!」「スズノネセブン!」兩部作品發行了普通版[4][5]、和「スズノネセブン!」這部作品的畫冊。[6]
- 2009年11月27日「スズノネセブン!」的續篇「スズノネセブン! -Sweet Lovers' Concerto-」發表。[7]
- 2010年5月28日「あまつみそらに!」發表。[8]
- 2011年5月27日發表作品「神風探險者（カミカゼ☆エクスプローラー!）」[9]，此作獲得「2011年萌系遊戲大賞」BGM銀獎，繪圖金獎，桃色性愛系作品賞的金獎，並奪得年度銀獎。[10]
- 2013年2月22日發表作品「プリズム◇リコレクション!」[11]，此作獲得「2013年萌系遊戲大賞」的年度準大賞。[12]
- 2014年5月30日「サキガケ⇒ジェネレーション!」發表[13]，此作獲得「2014年萌系遊戲大賞」桃色性愛系作品賞的金獎。[14]

## 作品一覽

### Clochette
| # | 發行日期       | 原名                       | 原畫                   | 劇本                                           | 中文譯名             |
| - | -------------- | -------------------------- | ---------------------- | ---------------------------------------------- | -------------------- |
| 1 | 2008年3月28日  | かみぱに!                  | しんたろー             | ヤマグチノボル、秋史恭、北川晴、Hatsu          |                      |
| 2 | 2010年5月28日  |                            | しんたろー             | 秋史恭、姫ノ木あく、瀨尾順                     | 在天津御空之中       |
| 3 | 2011年5月27日  | カミカゼ☆エクスプローラー! | 御敷仁                 | 姫ノ木あく、冬雀、J・さいろー                  | 神風探險者           |
| 4 | 2013年2月22日  | プリズム◇リコレクション!   | しんたろー、せせなやう | 秋史恭、姫ノ木あく、J・さいろー                | 棱鏡回憶             |
| 5 | 2014年5月30日  | サキガケ⇒ジェネレーション! | 御敷仁                 | 姫ノ木あく、保住圭、森崎亮人                   | 先驅世代             |
| 6 | 2015年11月27日 |                            | せせなやう             | 保住圭、姫ノ木あく、和泉万夜、深山ユーキ       | 從這開始的夏色純潔！ |
| 7 | 2017年3月24日  |                            | しんたろー             | 保住圭、姫ノ木あく、和泉万夜、深山ユーキ       | 清澄如鏡之水面上！   |
| 8 | 2019年7月26日  |                            | 御敷仁                 | 駒井半次郎、高嶋栄二、荒川工、にっし～、聖山眠 | 心音＝鐘擺！         |

### Clochette lumie
- 2009年1月30日 - スズノネセブン!（日语：スズノネセブン!）
- 2009年11月27日 - スズノネセブン! -Sweet Lovers' Concerto-

## 外部連結
- Clochette（页面存档备份，存于）（日語）
- Clochette的X（前Twitter）（日語）
- YouTube上的（日語）